# Edy Ganem
Edurne « Edy » Ganem est une actrice américano-libano-mexicaine, née le 20 septembre 1983.  
Elle est révélée au grand public grâce à son rôle de Valentina Diaz dans la série télévisée Devious Maids (2013-2015). Elle est ensuite remarquée dans la comédie romantique espagnole Ana Maria in Novela Land et pour le thriller dramatique Created Equal. Elle a été citée à trois reprises pour l'Imagen Awards de la meilleure actrice.

## Biographie

### Enfance et formation
Ganem est née à Modesto, en Californie, mais a grandi au Mexique ou elle y passe une grande partie de sa vie avec sa famille. Elle possède des origines mexicaines et libanaises ainsi que les deux nationalités. Elle a deux jeunes frères. 
De retour aux États-Unis, elle s'inscrit à l'Université de San Diego et en ressort diplômée.  
Passionnée, dès son plus jeune âge, par le théâtre et la comédie, elle décide de tenter sa chance en tant qu'actrice et entame sa carrière, en 2009.

### Carrière

#### Débuts (2008-2013)
À peine arrivée à Hollywood, elle débute dans des émissions de télévision comme The Cleveland Show et Rob. Elle participe aussi à trois émissions de télévision, deux entre elles sont des concours de mannequinat et la dernière est une téléréalité. 
Elle enchaîne suite sur plusieurs courts métrages mais la gloire sur grand écran se fait attendre, en revanche, la télévision lui ouvre les bras. Elle apparaît dans plusieurs séries télévisées à succès, comme Entourage et Les Experts.

#### Révélation télévisuelle -Devious Maids(2013-2015)

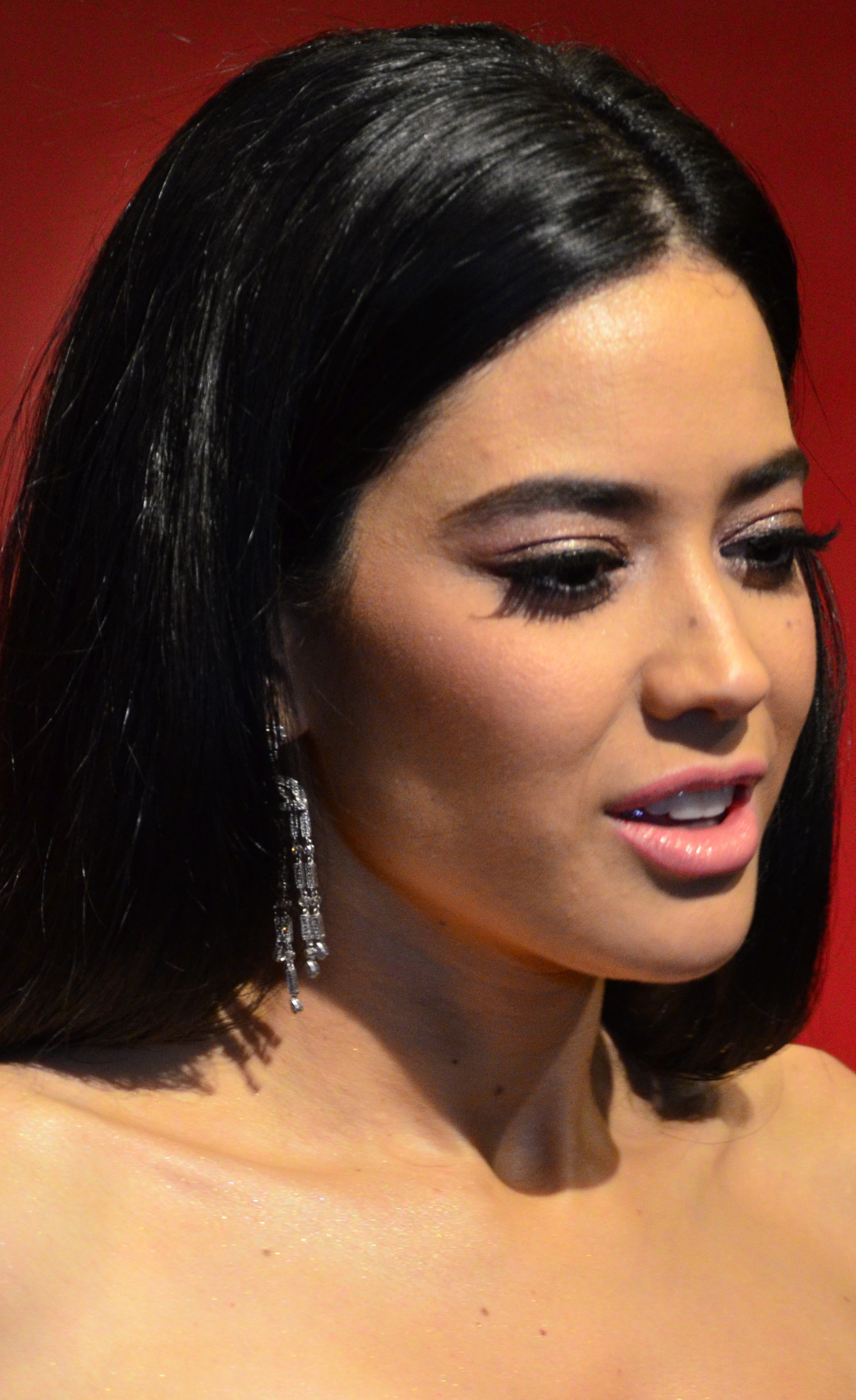
Lors d'une soirée organisée en l'honneur de la série télévisée Devious Maids, en 2014.

De 2013 à 2015, elle décroche son premier grand rôle, pour la série télévisée Devious Maids,,. Produite par Eva Longoria et créé par Marc Cherry, l'homme à l'origine de la série culte Desperate Housewives. Adaptée d'une telenovela mexicaine qui suit le quotidien de femmes de ménage d'origine latine, la série reçoit des critiques majoritairement positives et réalise de belles performances pour la chaîne. 
Edy Ganem y interprète la jeune Valentina, la fille de Zoila Diaz (jouée par l'actrice Judy Reyes). Son interprétation est saluée par sa première citation pour l'Imagen Awards dans la catégorie Meilleure actrice dans une série télévisée. Elle fait partie de la distribution principale des deux premières saisons, puis, elle intervient en tant que guest dans la troisième. Un départ progressif qui s'explique par l'engagement de l'actrice sur le tournage du film dramatique Tattooed Love, dont elle occupe l'un des rôles principaux,.  
Son personnage n'apparaîtra finalement pas, dans la quatrième et dernière saison. Elle est remplacée par Naya Rivera qui joueras dans un arc narratif de quelques épisodes, mais dans un rôle différent.  

#### Concentration sur le cinéma (2015-présent)
Elle enchaîne et porte la comédie romantique indépendante Ana Maria in Novela Land. Cette comédie suit les déboires quotidien d'Ana Maria qui va se transformer par magie, en l'interprète principale de sa télénovela préférée. Cette interprétation saluée par la critique lui permet de décrocher une seconde citation pour l'Imagen Awards de la meilleure actrice. Cette cérémonie encourage et reconnaît les représentations positives de Latinos dans l'industrie du divertissement.  
En 2017, elle joue un second rôle aux côtés de James Franco, dans le film d'action Blood Heist; elle porte la comédie dramatique indépendante After the Wedding accompagnée par Nick Puga, puis elle incarne le premier rôle féminin du thriller dramatique Created Equal, avec Lou Diamond Phillips et Aaron Tveit qui lui vaut sa troisième citation pour l'Imagen Awards. 

### Vie privée

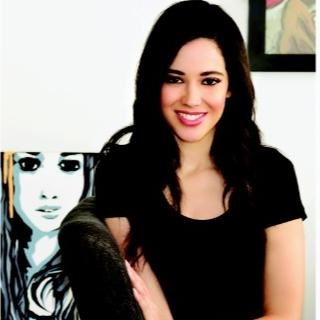
L'actrice photographiée chez elle, à Los Angeles, en 2014.

Elle est en couple avec Ryan Oehm, un homme d'affaires américain de Beverly Hills depuis quelques années. Le 24 septembre 2015, elle annonce officiellement attendre leur premier enfant. Le 3 février 2016, elle accouche d'un petit garçon prénommé Logan. En 2017, elle annonce officiellement attendre leur second enfant. En février 2018 , elle donne naissance a une petite fille Keira.

## Filmographie

### Cinéma

#### Courts métrages
- 2010 : Roundabout de Rohit Karn Batra : Linda
- 2011 : Salvador de Felipe Holguin : Iris
- 2011 : Lucha de Hernan Cazares : Lucha
- 2011 : Laptop de Azron Shai : Jenny Mendez
- 2012 : Unspoken de Phillip Lefesi : Anna
- 2012 : Ojalá de Ryan Velasquez : Olga jeune

#### Longs métrages
- 2009 : The Way To Happiness de Taron Lexton (documentaire) : Andi Bali
- 2009 : Sea, sex and fun de Will Gluck : Une Pom-pom girl (non créditée)
- 2010 : The Loneliest Road in America de Carl Colpaert : Amarantha
- 2010 : Las Angeles de Gerardo Flores Villarreal : Conchita
- 2010 : Black Limousine de Carl Colpaert : Delores
- 2011 : The Ghostmaker de Mauro Borrelli : Gina
- 2011 : Sex/Absurd de Kenneth Quinn Brown : Kacie
- 2011 : Like Crazy de Drake Doremus : Isabelle
- 2012 : Lola's Love Shack de Patrick Perez : Felicia
- 2013 : Violeta de Molly O'Connor : Carmen
- 2015 : Ana Maria in Novela Land de Georgina Garcia Riedel : Ana Maria / Ariana Tomosa
- 2015 : Tattooed Love de Alejandro Antonio et Alberto Portillo : Yesenia
- 2017 : Created Equal de Bill Duke : Alejandra Batista
- 2017 : Blood Heist de Jenna Cavelle : Sophie
- 2017 : After The Wedding de Claudia Cifuentes : Mariana Diaz
- 2019 : Sous nos pieds (Beneath Us) de Max Pachman : Sandra Silva
- 2019 : Un sentimiento honesto en el  calabozo del olvido de Luis Barcenas : Bocaraca

### Télévision

#### Émissions de télévision
- 2008 : Philadelphia : candidate (saison 4, épisode 3)
- 2008 : Life, Love, & Hollywood : candidate (saison 1, épisode 6)
- 2010-2011 : Livin' Loud : Elle-même (7 épisodes)

#### Séries télévisées
- 2008 : Entourage : Maquilleuse / Styliste (saison 5, épisodes 7, 8 et 9)
- 2008 : Les Experts Las Vegas : Go-go danseuse (saison 9, épisode 4)
- 2012 : The Cleveland Show : Flora (voix originale, saison 3, épisode 8)
- 2012 : Rob : Monica (saison 1, épisode 8)
- 2013 - 2015 : Devious Maids : Valentina Diaz (rôle principal, saisons 1 et 2 et invitée, saison 3 - 28 épisodes)
- 2019 : Undone : Marta (saison 1, épisode 6)
- 2019 - 2020 : The Neighborhood : Sofia (saison 2, épisodes 9, 14 et 17)
- 2022 à 2024 : 9-1-1 : Marisol (récurrente saison 6 et 7)

#### Téléfilms
- 2009 : The Venise Beach Hostel de Arthur Allan Seidelman : Edy
- 2019 : L'amour sur mesure de Lucie Guest : Amanda Hughes

## Distinctions

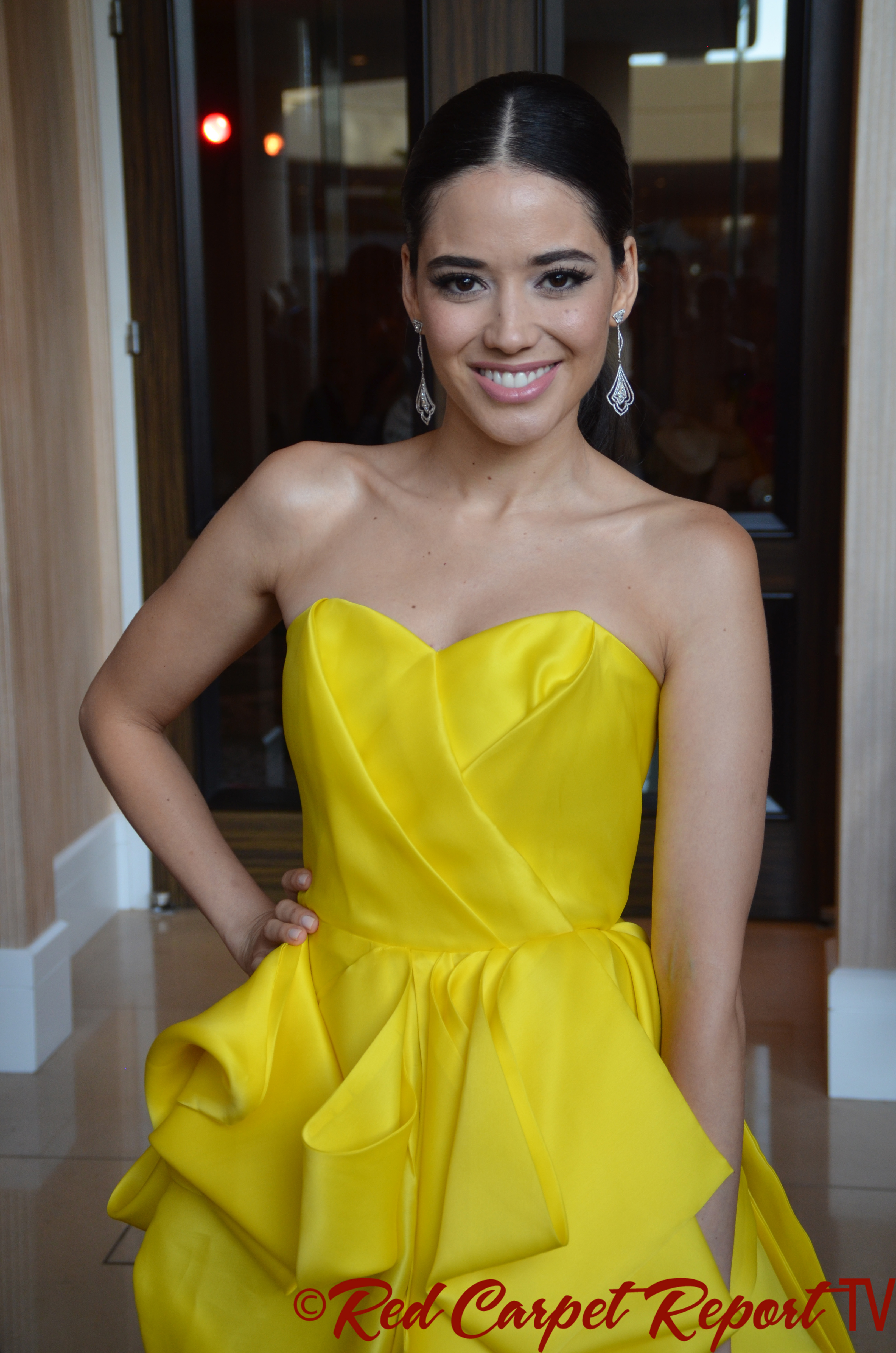
L'actrice nommée pour l'Imagen Awards de la meilleure actrice dans une série télévisée, en 2014, pour Devious Maids.

Sauf indication contraire ou complémentaire, les informations mentionnées dans cette section proviennent de la base de données IMDb.

### Récompenses
- Action on Film International Film Festival 2017 : Meilleure actrice pour Created Equal
- Lady Filmmakers Film Festival 2017 : Meilleure actrice pour Created Equal

### Nominations
- Imagen Awards 2014 : Meilleure actrice dans une série télévisée pour Devious Maids
- Imagen Awards 2015 : Meilleure actrice pour Ana Maria in Novela Land
- Imagen Awards 2017 : Meilleure actrice pour Created Equal